# Bataille de Dobro Polje
Pour un article plus général, voir Offensive du Vardar.
Première Guerre mondiale
Batailles
Front des Balkans
- Front austro-serbe : Campagne de Serbie (7-1914)
- Campagne de Serbie (10-1915)
- Le Cer (8-1914)
- La Kolubara (9-1914)
- Salonique (10-1915
- Krivolak (10-1915)
- Kosovo (11-1915)
- Kosturino (12-1915)
- 1re Doiran (8-1916)
- Strymon (8-1916)
- Kaïmatchalan (9-1916)
- 1re Monastir (9-1916)
- 2e Monastir (3-1917)
- 2e Doiran (4-1917)
- Skra-di-Legen (5-1918)
- Vardar (9-1918)
- Dobropolje (9-1918)
- 3e Doiran (9-1918)
- Uskub (9-1918)
- Campagne de Serbie (9-1918)

Front d'Europe de l'Ouest
Front italien
Front d'Europe de l'Est
Front africain
Front du Moyen-Orient
Bataille de l'Atlantique
La bataille de Dobro Polje (ou bataille de Dobropolje) a eu lieu les 14 et 15 septembre 1918 en Macédoine. Elle permet aux troupes françaises et serbes, commandée par le général Louis Franchet d'Espérey, de percer les lignes bulgares, d'atteindre la vallée du Vardar au niveau de Prilep et d'Uskub, de couper ainsi l'armée bulgare en deux et d'obliger la Bulgarie à signer l'armistice le 29 septembre.

## Prélude

Carte moderne;

### Du côté des empires centraux
Une fois le front stabilisé en Grèce (novembre 1916) et la Roumanie vaincue (janvier 1917), le moral au front se dégrade rapidement du côté bulgare et la guerre devient moins populaire. La Bulgarie a maintenant réalisé tous ses buts de guerre, mais elle est contrainte de continuer à se battre pour aider les Empires centraux, ses alliés. Comme peu de main-d'œuvre reste disponible pour l'agriculture, des insuffisances alimentaires sérieuses touchent aussi bien les civils que les militaires pendant qu'une inflation galopante ruine l'économie. En 1917, les émeutes alimentaires éclatent et une propagande d'opposition à la guerre commence à circuler largement

### Du côté des Alliés
Le 17 juin 1917, la Grèce rejoint la guerre aux côtés de la Triple-Entente (après une déclaration de guerre le 23 novembre 1916). En septembre 1918, les forces de l'Entente lancent une offensive en Macédoine occupée par les Bulgares.

## La bataille

### Étude stratégique
L'analyse du terrain montre que la Macédoine présente deux régions nettement séparées par les  Monts Bélès. 

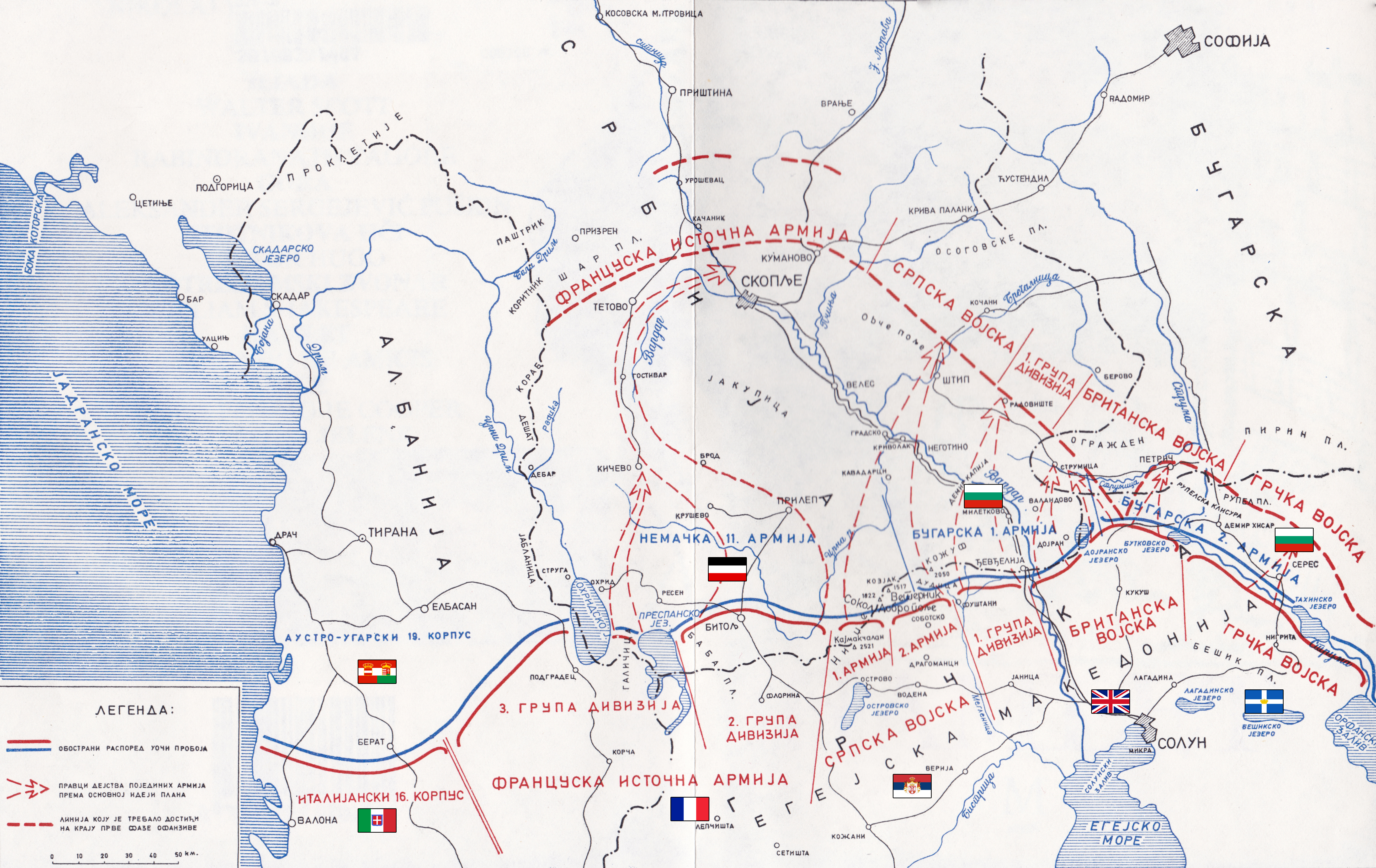
Offensive de 1918.

- À l'ouest, le terrain est montagneux et offre deux pénétrantes étroites, la vallée du Vardar et la boucle de la Tcherna séparées par la montagne de la Moglena. Ces axes sont lourdement défendus par les Bulgares bien fortifiés. Toutefois, les liaisons transversales sont rares ce qui empêche l'adversaire de faire passer des troupes d'un compartiment de terrain à l'autre ce que les alliés peuvent faire le long de la frontière grecque. Il existe le long de la vallée du Vardar des nœuds comme Gradsko et Uskub dont le contrôle permet de couper les communications entre les armées bulgares de l'ouest, autour d'Ohrid et celle de l'est autour de Guevgueli. Mais remonter directement la vallée du Vardar et de la Tcherna est dangereux. Les défenses sont extrêmement développées et les étranglements comme celui de Démir Kapou sont difficiles à dépasser.

- À l'est, les voies de communication sont orientées soit vers Sofia par la vallée de la Strouma, soit vers Constantinople en longeant la côte. Mais, là aussi, ces pénétrantes sont lourdement protégées.

Franchey d'Esperey a deux options :
- Soit il attaque de face les forces armées bulgares et place sa pointe d'effort autour de Guevgueli et du lac Doïran pour se porter directement sur Sofia
- Soit il cherche à atteindre les « nœuds » de communication le long de la vallée du Vardar en contournant les défenses de la vallée à travers la montagne. Ce faisant, il coupe l'armée bulgare en deux, d'un côté la XIe armée, de l'autre la Ire.

Il choisit la deuxième option.

### Préparation
La concentration de troupes est permise par les efforts faits depuis le début de 1918 pour construire des chemins, des voies ferrées de 60 et des lignes téléphoniques entre Salonique et le pied de la montagne et pour mettre à jour la cartographie.
Les forces alliées comprennent :
- En premier échelon,  la Deuxième Armée serbe (Maréchal Stepanovitch) comprenant 2 divisions françaises, la 122e division d'infanterie, la 17e division d'infanterie coloniale et une division serbe, la division Choumadia, pour mener l'attaque principale entre le Sokol et la Souchitza
- En deuxième échelon, deux divisions serbes, Timok et Yougo-slave[1], pour l'exploitation de la percée en cas de succès.
- En attente, la Première Armée serbe (Petar Bojović) qui attaquera après l'enlèvement du front Sokol-Vétrénik par la 2e Armée, avec à sa gauche, le groupement du général Tranié[2].

### Exécution
La bataille commence le 14 septembre avec un intense bombardement d'artillerie pour laquelle 2 096 pièces sont concentrées. La préparation dure une journée complète. Les Bulgares s'enorgueillissaient de n'avoir perdu jusque-là aucune bataille dans cette guerre et Ferdinand Ier décide de rester et de combattre. L'équivalent de deux divisions se fortifient dans les tranchées.
- 15 septembre : 
  - Le 1er bataillon du 148e régiment d'infanterie enlève le Sokol, gravissant des rochers à pic, sous le feu des mitrailleuses bulgares. Le dernier assaut est lancé à 22h30 et les bunkers allemands sont nettoyés au lance-flammes.
  - Le Dobropolje a été emporté à 16 heures par les 45e et 84e régiments d'infanterie ; les Bulgares se replient en abandonnant huit canons.
  - La 17e DIC se lance à l'assaut des crêtes du Goliak, du Kravista et du Kravichi-Kamen.
  - Les montagnards serbes ont conquis le Vétrénik en le tournant.
  - En pleine nuit, la 1re Armée Serbe passe à l'attaque, après la prise du Sokol . Elle dépasse rapidement la rivière Lechnitza.
- Sur 14 kilomètres de front, la percée est faite et l'avance atteint 5 kilomètres. Jusqu'au 21 septembre, les Bulgares résistent et se voient encerclés. Les lance-flammes français les délogent des fortifications. Dépassés par le nombre, incapables de réagir stratégiquement, les Bulgares sont hors d'état d'arrêter l'avance alliée.

### Exploitation
Pendant que la bataille se déroule sur les sommets, les troupes serbes exploitent la rupture. Le 21, elles atteignent Démir Kapou. Le 23, elles sont à Velès après s'être heurtées au col de la Babouna à quelques troupes allemandes ramenées de Russie. La brigade de cavalerie des spahis marocains et chasseurs d'Afrique du général Jouinot-Gambetta lance alors un raid à travers la montagne. Le 29 septembre, elle débouche sur Uskub dont elle s'empare. La XIe armée germano-bulgare est obligée de se replier sur l'ouest vers Kalkandelen (Tetovo). Elle abandonne ses positions autour de la vallée du Vardar, dans la plaine de la Tcherna et doit capituler. Le centre bulgare, la Ire armée, est rejeté vers Sofia par les troupes serbes. La gauche se bat encore face aux Grecs et aux Britanniques sur la Basse Strouma.

## Révolte
Après la défaite de Dobro Polje, d'autres soldats bulgares commencent à se révolter et abandonnent les premières lignes. Les rebelles se dirigent vers Sofia dans l'idée de négocier avec le gouvernement mais quand ils atteignent Sofia, ils sont écrasés par des troupes allemandes et des troupes bulgares loyalistes.

## Conséquences
Dix jours après la bataille, les premières lignes ayant été abandonnées par l'armée bulgare, l'avance en Bulgarie des troupes de la Triple-Entente rencontre peu de résistance. La Bulgarie signe un armistice avec les puissances alliées, abandonnant officiellement la guerre. Immédiatement ensuite, un gouvernement « agrarien » prend le pouvoir, conduit par des paysans.
En novembre 1919, le traité de Neuilly accorde la Thrace à la Grèce, privant la Bulgarie de son accès à la mer Égée. Le royaume des Serbes, Croates et Slovènes nouvellement créé s'empare de la Macédoine, et la Dobroudja du Sud est de nouveau occupée par la Roumanie. La taille de l'armée bulgare est sévèrement limitée et des dommages de guerre énormes, en nature et en argent, doivent être payés aux Alliés.

## Décoration
- DOBROPOLJE 1918 est inscrit sur le drapeau des régiments cités lors de cette bataille.

## Divers
À Paris, la rue du Dobropol est nommée en souvenir de cette bataille.

Description de l'armée bulgare dans le roman de Roger Vercel : Léna, Albin Michel, 1936 - rééd. Les Éditions du Sonneur, 2012.

## Sources
- (en) Cet article est partiellement ou en totalité issu de l’article de Wikipédia en anglais intitulé « Battle of Dobro Pole » (voir la liste des auteurs).
- Général Jouinot-Gambetta  : USKUB ou du rôle de la cavalerie d'Afrique dans la victoire. Berger-Levrault 1920- in 8 380p. préface d'Aristide Briand
- Louis Cordier : Victoire éclair en orient. Batailles sur les cimes. Triomphe du 2è Bureau. Editions U.S.H.A
- (en) Article de The New York Times du 26 septembre 1918, disponible ici
- Gérard Fassy, Le Commandement français en Orient (octobre 1915 - novembre 1918), Economica, 2003.
- E. Crochet, Une bataille de rupture en montagne. La bataille du Dobropolié en Macédoine (15 septembre 1918),  Revue de géographie alpine, Année 1928.